# Матија Ненадовић
Прота Матија Ненадовић (Бранковина, 26. фебруар 1777 — Ваљево, 11. децембар 1854) био је  прота, српски војвода из Првог српског устанка, политичар и дипломата. Ненадовић је био први председник Правитељствујушчег совјета.
Са стрицем Јаковом покренуо Први српски устанак у ваљевској и шабачкој нахији. Преговарао је с Турском и Русијом и тиме успоставио прве дипломатске контакте српских устаника са страним државама. Његови Мемоари, поред књижевне вредности, представљају важно сведочанство времена.

## Биографија

### Рани живот
Родио се 26. фебруара/10. марта 1777. године у селу Бранковини код Ваљева, као син Алексе Ненадовића, кнеза ваљевске Тамнаве и Посавине погубљеног у Сечи кнезова и мајке Јоване рођ. Ђелмашевић из Гвозденовића. Његови преци су се из Бирца код Никшића крајем 17. века доселили најпре у Осечину у подгорској кнежини Ваљевске нахије, а половином 18. века су прешли у Бранковину. Његов отац Алекса је погубљен 1804. године као жртва Сече кнезова, која је била повод за подизање Првог српског устанка.
Школовао се у месту рођења, код породичног пароха, попа Станоја, од кога је научио да чита и пише. Након пада Кочине крајине породица му је избегла у Срем, па је наставио школовање у Купинову. Црквено певање и богословију учио је у Ашањи. После су се вратили у Бранковину, па је 1793. године, у шеснаестој години постао поп, а брзо после тога и прота, 1795. године. Као поп, у Бранковини је уводио ред у црквене обреде, по угледу на црквени живот у Срему.

### Први српски устанак
Отац га је упутио у послове око припремања устанка, а 1803. године га је слао у Сарајево, да преговара око проширивања устанка. После Сече кнезова 1804. године, када је убијен и његов отац, напустио је кућу. Пошто је стигла вест о устанку у Шумадији, међу првима се прикључио покрету и дизао читав ваљевски крај. Са стрицем Јаковом, био је један од покретача Првог српског устанка. Почео је да диже читав крај и 27. фебруара је на вису изнад Бранковине побио тробојни барјак са три крста. Почело је окупљање око тог барјака, па је већ за дан ту било окупљено 700 устаника. Прота је оставио устанике свом стрицу Јакову Ненадовићу, а сам је кренуо у Земун по барут. Из Земуна је поред барута и муниције повео и Дел-Ахмета, бимбашу и Хаџи Мустафа-пашиног сина. Везира Хаџи Мустафа-пашу су дахије убиле 1801. године. Прота је успут подизао народ тврдећи да султан није против Срба, него да је Хаџи-Мустафином сину дао да покупи војску да се освети дахијама, а Дел-Ахмет је све то потврђивао.
Учествовао је у ослобађању Ваљева и Шапца 1804. године, Карановца, Ужица и Смедерева 1805. године и Београда. Посебно се истакао у боју на Мишару 1806. године, када је са својим одредом напао турску позадину и изазвао међу њима велику пометњу. Када је у јуну 1807. године рањен Јаков Ненадовић, заповедник западне устаничке војске, прота га је замењивао на тој дужности.
За време устанка је био први председник Правитељствујушчег совјета, од лета 1805. године до половине 1807. године. Тада је саставио казнени законик за Србију.
Посебан таленат је показао у управним и дипломатским пословима, које је стекао уз оца. Био је и један од људи који су најмудрије знали да преговарају са Турцима. Са Петром Чардаклијом и Јованом Протићем путовао је 1804. године у Русију да придобије њихову владу за устанак и тражи помоћ. Одатле се вратио почетком 1805. Из Срема је, уз помоћ својих тамошњих познаника, обезбеђивао оружје и муницију за устанике. У фебруару 1806. године са Божом Грујовићем и Милошем Урошевићем боравио је у Бечу, да би издејствовали дозволу за увоз у Србију хране и оружја, али нису имали великог успеха. У Босни је такође преговарао о примирју са тамошњим Турцима.
Именован је 1811. године за ваљевског војводу и под своју управу добио 34 села и две варошице, Уб и Палеж.
Учествовао је и заједно са Милошем Обреновићем и Стојаном Чупићем у боју на Равњу, када су Срби пружили последњи отпор Турцима на западу. Међу последњима се у јесен 1813. године склонио у Срем, прешавши Саву код Купинова. Тада се најпре састао са Карађорђем, у манастиру Фенек. За време емиграције (1813—1815) радио на томе да заинтересује велике силе, а нарочито Русију за судбину Србије. За време Бечког конгреса није напуштао аустријску престоницу. Преговарао је са руским царом у Бечу, око помоћи устаницима.

### Други српски устанак
По избијању Другог српског устанка, од 1815. године, настојао је да покаже страним силама нови покрет, као дело крајњег протеста унесрећеног народа, а затим је поново прешао у Србију да помогне кнезу Милошу, исто као што је помагао и Карађорђу.

### Ослобођена Србија
Пошто се најпре добро слагао са кнезом, добијао је многе важне и поверљиве послове, а наставио је да ради и када њихови односи више нису били тако добри. У ослобођеној Србији био је обор-кнез Ваљевске нахије и заседао је у Народној канцеларији у Београду. Али како му са кнезом није увек ишло лако, у неколико наврата је падао у немилост, па је онда опет позиван. Оптужен је 1817. године за заверу против кнеза Милоша и смењен са кнежевске дужности, али је на њу враћен већ идуће године. У периоду 1821 до 1824. године је живео повучено у Бранковини, уз ограничење да се не меша у политику. Затим је у новембру 1827. године почео да ради на администрацији Посавске кнежине, па се поново повукао децембра 1831. године.
Један од задњих послова био је у Ваљевском суду, на који је сам дао оставку, после чега се повукао, добивши пензију, уз ослобађање од плаћања данка и кулука.
Од 1832. до 1838. године живео је повучено у Бранковини, подучавајући своју децу и пишући мемоаре, започете највероватније још 1826. године. Тада је саградио школу и нову цркву. Као пензионер је отвореније пришао опозицији против кнеза, тражећи да се ограничи његова лична самовоља. Када је 1838. године основан државни савет, постао је један од угледних уставобранитеља и присталица русофилске политике. Био је члан комисије, која је спремала Устав за Србију, а 1839. године постао је члан Државног савета.
Са Томом Вучићем Перишићем и Аврамом Петронијевићем је прогнан из Србије 1840. Морао је да тражи заштиту у Цариграду, што га је ставило у веома тежак положај. Незадовољан и са непријатним искуствима, затим се вратио у Србију, поново као пензионер. По обарању династије Обреновића, 1842. поново је постао државни саветник. Кнезу Александру је учинио велику услугу гушећи са својим људима Катанску буну 1844.
Члан Друштва српске словесности је постао 10/22. фебруара 1845.
Учествовао је у Мајској скупштини 1848. године у Сремским Карловцима и краће време био члан војног и народног одбора. Повукао се 1852. године, када је затражио пензију и отишао у Ваљево. Преминуо је 29. новембра/11. децембра 1854. године у Ваљеву, а свечано је сахрањен у Бранковини, у породичној гробници. На груди му је положено Мало јеванђеље, које је добио на поклон у Русији, на које су се заклели чланови првог српског Совјета. Ту је остало до погреба протиног сина Љубомира Ненадовића 1895.

### Породица
Женио се два пута. У првом браку, са Мирјаном Хаџић, сестром Које Ивановића из Свилеуве имао је десеторо деце, која су сва рано умрла, a 1808. остао је удовац. По кнежевом одобрењу и поред тога што је био прота, оженио се други пут вероватно 1816, са удовицом Јованком или Јованом - Јоком Милићевић из Раиловића. Из другог брака је имао ћерку Марију - Мару (1817—1908), удату за Јеремију Станојевића, Светозара, државног чиновника, Александра (1820—1842), Љубомира, књижевника и Михаила.

## Наслеђе
Био је умереног раста, космат, под старост ћелав, лепе браде. Јако је уважавао свештенички чин, а свештеничко одело је носио до смрти. Његов аутентични лик налази се на неколико уметничких дела. Сликали су га Јован Исајловић (1844—45. или 1848—49), Јохан Бес је насликао две слике (1846), Анастас Јовановић урадио је цртеже и литографије (1850), Урош Кнежевић (1852), Моша Пијаде је направио цртеж тушем „Карађорђе и прота Матеја“.
У Ваљеву је подигнут споменик вајара Миломира Јевтића (1984), а Милован Данојлић је у стиховима изнео своје виђење његових дипломатских акција у Русији и Бечу.
Написао је књигу својих сећања „Мемоари“. Његови „Мемоари“, поред књижевне вредности, представљају драгоцен документ времена.
У више градова постоје улице које носе његово име, као и основна школа у родној Бранковини.
Одликован је турским Орденом славе.

## Цитати
Нађемо једнога сељака, те нам отеса и начини од липовине астал и две клупе; наместимо у једну собицу; простремо једну мараму на астал, метнемо свето еванђелије и манастирски крст, и око тога чинимо заседаније.— прота Матија Ненадовић, о првом заседању Правитељствујушчег совјета, одржаном у манастиру Вољавча.

## Занимљивости
У телевизијском остварењу "Вук Караџић", улогу Матеје Ненадовића преузео је глумац Бранимир Брстина. Ненадовићу је био непознат каснији назив Први српски устанак, и тај догађај је називао Карађорђев рат.

## Галерија
- Споменик у Ваљеву
- Сабља Проте Матеје Ненадовића
- Ризница у цркви у Бранковини са поклонима које је прота Матеја добијао
- Улица проте Матеје
- Табла у улици Проте Матеје, Београд